# 糸井貴子
糸井 貴子（いとい たかこ、1988年4月2日 - ）は、日本の女子バスケットボール選手である。コートネームは「サン」。秋田県出身。ポジションはフォワード。177cm、67kg。B型。足のサイズ26.0cm。

## 人物
中川小でミニバスケを始め、角館中、横手城南高校を経て山形大学に進学。1年次よりインカレ出場を果たし、2年次にはスリーポイントのタイトルを獲得しチーム最高成績となる6位に貢献した。
卒業後の2011年、ENEOSサンフラワーズJXサンフラワーズに加入。山形大初のWリーグ選手となるとともに、大学の恩師大神訓章の娘である大神雄子の後輩になる。2013年退団。現在は山形銀行ライヤーズに所属。

## 経歴
- 横手城南高 - 山形大 - JX（2011年〜2013年） - 山形銀行